# 華㫤
華㫤（1459年—1521年），字文光，別号梅心，更号双梧居士，直隸常州府無錫縣人，明朝政治人物。

## 生平
弘治五年（1492年）壬子科應天府鄉試第六名。弘治九年（1496年）丙辰科二甲第五十四名進士。改庶吉士，十一年（1498年）授官戶科給事中，不到半年，上疏七次。十二年（1499年）二月己未禮部會試後，彈劾考官程敏政私漏題目于貢士徐經、唐寅，遂同下錦衣衛詔獄，程敏政致仕，華㫤謫南京太僕寺主簿。三載遷南京太僕寺丞，又三載，正德初任廣東韶州府知府，累遷四川左參政，正德十三年（1518年）正月官至福建左布政使。十六年（1521年）卒，年六十三。

## 家族
曾祖華仲諄；祖父華思濟；父華守莊，母楊氏。